# Parafia św. Józefa Robotnika w Bodzanowie
Parafia Świętego Józefa Robotnika w Bodzanowie – rzymskokatolicka parafia dekanatu Głuchołazy diecezji opolskiej.
W 1624 r. Biskup Wrocławski ufundował w Bodzanowie klasztor jezuitów. Rok później w Nysie powstało Collegium Carolinum, w którym nauki pobierał m.in. Michał Korybut Wiśniowiecki (król Polski w latach 1669–1673). W tamtym okresie klasztor był miejscem wypoczynku studentów Collegium. W 1946 r. do klasztoru przybyli polscy oblaci, którzy obecnie prowadzą tu dom rekolekcyjno-wypoczynkowy. Parafia została utworzona w 1932 r.